# جواو باولو (لاعب كرة قدم برازيلي)
جواو باولو (بالبرتغالية: João Paulo Gomes da Costa‏) هو لاعب كرة قدم برازيلي، ولد في 1 يوليو 1986 في ريو دي جانيرو في البرازيل. لعب مع نادي أفاي لكرة القدم ونادي بالميراس ونادي بونتي بريتا ونادي غاما ونادي غواراني ونادي فلامنغو ونادي موجي ميريم.

## وصلات خارجية
- جواو باولو (لاعب كرة قدم برازيلي) على موقع قاعدة بيانات كرة القدم.إي يو (الإنجليزية)
- جواو باولو (لاعب كرة قدم برازيلي) على موقع Soccerway.com (الإنجليزية)
- جواو باولو (لاعب كرة قدم برازيلي) على موقع عالم كرة القدم.نت (الإنجليزية)